# Тихон (Доровских)
Митрополи́т Ти́хон (в миру Ви́ктор Григо́рьевич Доровски́х; 8 апреля 1959, Воронеж) — архиерей Русской православной церкви, митрополит Орловский и Болховский.
Старший брат митрополита Даниила и младший — игумена Серафима.

## Биография
Родился 8 апреля 1959 года в городе Воронеже в семье рабочих: «Папа работал слесарем, мама всю жизнь на химическом предприятии». Крещён в младенчестве. По собственным воспоминаниям: «Детство запомнилось фрагментарно: школа, деревня, труд. Помню, как перед получкой или авансом у нас на телевизоре лежали копеечки. Тогда все жили скромно, от зарплаты до зарплаты. В начальных классах я учился отвратительно, пока не увлекся греблей на каноэ. Спорт меня захватил настолько, что времени на подготовку к урокам не оставалось. В итоге стал прилежным и дисциплинированным учеником». «Я был пионером и комсомольцем. Мне кажется, тогда уже и следа не было от коммунистических идей, просто сохранялись какие-то рамки и контуры былого».
В 1974 году окончил 8 классов средней школы № 41 города Воронежа. В 1978 году окончил Воронежский монтажный техникум со специальностью техник-электрик. По собственным воспоминаниям: «Одна из преподавательниц техникума, где я учился, окончила Воронежский политехнический институт. Она так зажигательно рассказывала о своей альма-матер, что я поступил туда на электротехнический факультет». В 1983 году окончил Воронежский политехнический институт со специальностью специальность инженер-электрик с красным дипломом. В 1983—2003 годах работал в Воронежском филиале Всесоюзного научно-исследовательского института синтетического каучука им. академика С. В. Лебедева и на предприятии «Воронежсинтезкаучук».
«Однажды мне попалась книга о жизни оптинских старцев. Захотелось побывать в Оптиной пустыни, посмотреть, прикоснуться. Съездил. Увиденное потрясло. Я год там прожил трудником, но что-то не срослось». Ездил в паломнические поездки в Троице-Сергиеву лавру, где служил его младший брат архимандрит Даниил.

### Священническое служение на Сахалине
В 2003 году по приглашению брата Даниила (Доровских), ставшего Епископом Южно-Сахалинским и Курильским, приехал на Сахалин. 10 апреля 2003 года епископом Южно-Сахалинским и Курильским Даниилом (Доровских) пострижен в монашество с наречением имени Тихон в честь святителя Тихона Задонского. 13 апреля был рукоположен епископом Даниилом во иеродиакона, а 20 апреля — во иеромонаха.
В апреле-июле 2003 года — штатный священник Воскресенского кафедрального собора города Южно-Сахалинска. В июле-декабре 2003 года — исполняющий обязанности настоятеля храма святителя Иннокентия Московского в Южно-Сахалинске.
19 августа 2003 года удостоен права ношения наперсного креста.
29 декабря 2003 года назначен секретарём Южно-Сахалинской епархии.
7 июля 2004 года возведён в сан игумена.
31 августа 2004 года назначен руководителем отдела Южно-Сахалинской и Курильской епархии по взаимодействию с вооружёнными силами и правоохранительными учреждениями.
5 сентября 2005 года удостоен возложения палицы и креста с украшениями.
В январе 2009 года принимал участие в работе Поместного собора Русской православной церкви 2009 года.
В 2009 году окончил заочное отделение богословского факультета Православного Свято-Тихоновского гуманитарного университета.
21 сентября 2010 года на площади Победы города Южно-Сахалинска Патриархом Московским и всея Руси Кириллом во время его визита в Южно-Сахалинскую и Курильскую епархию возведён в сан архимандрита «за усердное служение Русской Православной Церкви».
10 октября 2010 года назначен настоятелем Воскресенского кафедрального собора Южно-Сахалинска.

### Архиепископ Южно-Сахалинской и Курильский
24 декабря 2010 года постановлением Священного синода Русской православной церкви епископ Даниил Доровских был назначен на Архангельскую епархию, а епископом Южно-Сахалинским и Курильским был избран архимандрит Тихон (Доровских).
22 января 2011 года в рабочей Патриаршей резиденции в Чистом переулке патриарх Московский и всея Руси Кирилл возглавил чин наречения архимандрита Тихона (Доровских) во епископа Южно-Сахалинского и Курильского. 23 января в храме Христа Спасителя хиротонисан во епископа Южно-Сахалинского и Курильского. Хиротонию совершили: патриарх Московский и всея Руси Кирилл, митрополит Крутицкий и Коломенский Ювеналий (Поярков), митрополит Саранский и Мордовский Варсонофий (Судаков), митрополит Боржомский и Бакурианский Серафим (Джоджуа) (Грузинская православная церковь); архиепископ Самарский и Сызранский Сергий (Полеткин), архиепископ Истринский Арсений (Епифанов), архиепископ Екатеринбургский и Верхотурский Викентий (Морарь), архиепископ Верейский Евгений (Решетников), архиепископ Нижегородский и Арзамасский Георгий (Данилов); епископ Зарайский Меркурий (Иванов), епископ Архангельский и Холмогорский Даниил (Доровских), епископ Солнечногорский Сергий (Чашин), епископ Павлодарский и Усть-Каменогорский Варнава (Сафонов)
6 июня 2011 года в ПСТГУ защитил квалификационную бакалаврскую работу за работу «Взгляды на проблему старообрядческого раскола и миссионерская деятельность святителя Тихона Задонского». С 12 по 23 декабря 2011 года слушал двухнедельные курсы повышения квалификации для новоизбранных архиереев Русской православной церкви в общецерковной аспирантуре и докторантуре имени святых равноапостольных Кирилла и Мефодия.
Продолжил деятельность своих предшественников в деле храмостроительства. Были построены и освящены храмы в селе Петропавловском, в Углегорске, в Невельске, в Южно-Сахалинске (ЛИУ-3). 24 декабря 2012 года освятил храм Святой Троицы в Южно-Курильске на острове Кунашир с помещениями воскресной школы, библиотеки и двумя квартирами для священнослужителей, ставший первым капитальным каменным храмом на Курилах. Был построен также храм на Итурупе. В областных онкологическом и психоневрологическом диспансерах обустроены домовые храмы. В Южно-Сахалинске был построен большой кафедральный собор Рождества Христова, освящение которого совершил патриарх Кирилл в 2016 году.
Были образованы: отдел по тюремному служению, отдел по социальному служению и церковной благотворительности, по работе с коренными малочисленными народами Севера и отдел по монастырям и монашествующим. Был открыт кризисный центр для женщин, попавших в трудную жизненную ситуацию, а также попечительский центр для нарко- и алкозависимых в честь праведного Иоанна Кронштадтского.
При нём началось продвижение в школьный курс предмета «Основы религиозных культур и светской этики» с модулем «Основы православной культуры», в связи с чем в помощь преподавателям нового предмета епархией организованы многочисленные семинары по интересующим учителей темам, а также подобраны методические материалы для подготовки к урокам.
Много лет подряд на телеканале «ГТРК Сахалин» выходила еженедельная передача «Острова Православия», а на радиоканале «Радио России Сахалин» выходила передача «Благовест». Были налажены взаимоотношения с руководством области, что дало возможность осуществлять совместные проекты с правительством Сахалинской области и областными министерствами. Регулярно проводились встречи с католическим пастырем и руководством мусульман.
1 февраля 2014 года в храме Христа Спасителя «во внимание к усердным трудам» патриархом Кириллом был возведён в сан архиепископа.

### Митрополит Орловский и Болховский
4 апреля 2019 года решением Священного синода назначен архиепископом Орловским и Болховским, главой Орловской митрополии, при этом ему выражена благодарность за понесённые в Южно-Сахалинской епархии архипастырские труды. По этому поводу признался, что 16 лет служения в Южно-Сахалинской епархии были самыми счастливыми годами в его жизни, а «в Орле я не был, о городе ничего не знаю. Но когда едешь из Воронежа в Москву на автобусе, то проезжаешь город Ливны, больше ничего об Орловской области не знаю».
8 апреля 2019 года в день своего 60-летия совершил литургию преждеосвященных Даров в кафедральном соборе Рождества Христова в Южно-Сахалинске и попрощался с духовенством епархии накануне отъезда в Орловскую митрополию. Утром 13 апреля на границе Тульской и Орловской областей состоялась торжественная встреча архиепископа Тихона в качестве нового правящего архиерея Орловской епархии. 21 апреля 2019 года в связи с назначением на Орловскую кафедру в храме Христа Спасителя патриархом Кириллом был возведён в сан митрополита.
13 апреля 2021 года Священный синод утвердил митрополита Тихона священноархимандритом Успенского мужского монастыря города Орла.

## Награды
- Орден Преподобного Серафима Саровского III степени (2019)[22]
- Орден Дружбы (4 октября 2024) — за вклад в сохранение и развитие духовно-нравственных и культурных традиций, многолетнюю плодотворную деятельность[23]